# Mehidy Hasan Miraz
Mehidy Hasan Miraz (bengalisch মেহেদী হাসান মিরাজ, * 25. Oktober 1997 in Khulna, Bangladesch) ist ein bangladeschischer Cricketspieler, der seit 2016 für die bangladeschische Nationalmannschaft spielt.

## Kindheit und Ausbildung
Mehidy wuchs außerhalb von Khulna in Daulatpur auf und lernte dort das Bowling von Sheikh Salahuddin. Er führte die U19-Nationalmannschaft bei der ICC U19-Cricket-Weltmeisterschaft 2014 als Kapitän an, ebenso wie 2016, als er mit dem Team den dritten Platz erreichte.

## Aktive Karriere

### Anfänge in der Nationalmannschaft
Sein First-Class-Debüt gab Mehidy während der National Cricket League 2014/15 für Khulna Division. In der folgenden Saison National Cricket League 2015/16 konnte er mit 30 Wickets bei einem Average von 16,43 überzeugen und wurde damit für die Selektoren des Nationalteams interessant. Sein Debüt in der Nationalmannschaft gab er im Oktober 2016 in der Test-Serie gegen England. Dabei konnte er in seinem ersten Spiel 6 Wickets für 80 Runs erzielen, bevor ihm im zweiten insgesamt 12 Wickets gelangen (6/82 & 6/77). Mit letzterem konnte ermöglichte er den ersten Test-Sieg Bangladeschs über England, wofür er als Spieler der Serie ausgezeichnet wurde. Im Februar gelang ihm beim Test in Indien als Batter ein Fifty über 51 Runs. In der Folge reiste er mit dem Team nach Sri Lanka. In der Test-Serie gelangen ihm ein Mal vier (4/112) und ein Mal drei Wickets (3/90). Auch gab er sein ODI-Debüt und konnte in der Serie ein Fifty über 51 Runs erreichen, bevor auch sein Twenty20-Debüt folgte. Nachdem er seinen ersten zentralen Vertrag mit dem bangladeschischen Verband erhalten hatte, konnte er bei der im Sommer ausgetragenen ICC Champions Trophy 2017 nicht überzeugen. Im August gelangen ihm in der Test-Serie gegen Australien zwei Mal drei Wickets (3/62 und 3/93). Drei Wickets (3/174) gelangen ihm auch im Januar gegen Sri Lanka. Bei der Tour in den West Indies im Juli 2018 erreichte er im ersten Test drei Wickets (3/101) und im zweiten ein Five-for (5/93). Im Oktober folgte eine Tour gegen Simbabwe, bei der er drei Wickets im ersten ODI (3/46) und Test (3/48), sowie insgesamt acht Wickets (3/61 & 5/38) und ein Fifty (68* Runs) im zweiten Test erreichte. Im November kamen die West Indies nach Bangladesch, wobei ihm insgesamt 12 Wickets (7/58 und 5/59) im zweiten Test gelangen, wofür er als Spieler des Spiels ausgezeichnet wurde. In den zugehörigen ODIs gelangen ihm 4 Wickets für 29 Runs, wofür er ebenfalls ausgezeichnet wurde.
Beim Cricket World Cup 2019 war er Teil des bangladeschischen Teams und konnte dort unter anderem gegen Neuseeland (2/47) und Gastgeber England (2/67) jeweils zwei Wickets erzielen. Es sollte bis zum Januar 2021 dauern, bis er wieder herausragen konnte, als er gegen die West Indies in der ODI-Serie 4 Wickets für 25 Runs erzielte. Im ersten Test konnte er dann sein erstes Test-Century über 103 Runs aus 168 Bällen erzielen, sowie weitere acht Wickets (4/58 & 4/113) als Bowler. Dennoch reichte dies nicht um die Niederlage zu vermeiden. Im zweiten Test folgte ein weiteres Fifty (57 Runs). Gegen Sri lanka erzielte er im Mai 2021 in der ODI-Serie je einmal vier (4/30) und drei (3/28) Wickets. Im Juli reiste er mit dem Team nach Simbabwe, wo er im Test insgesamt neun Wickets erzielte (5/82 & 4/66). Das neue Jahr begann dann mit einer Tour in Neuseeland, wo er 3 Wickets für 86 Runs beim ersten Test-Sieg des bangladeschischen Teams in Neuseeland beisteuerte. Nachdem ihm ein Fifty (81 Runs) beim ersten ODI gegen Afghanistan gelang, wofür er ausgezeichnet wurde, folgte eine weitere Tour in Südafrika. Dort konnte er zunächst 4 Wickets für 61 Runs in den ODIs erzielen, bevor ihm im ersten Test insgesamt sechs Wickets (3/94 & 3/85) gelangen. Im Sommer reiste die Mannschaft in die West Indies, wo ihm in der Test-Serie (4/59 und 3/91) und ODI-Serie (3/36 und 4/29) jeweils ein mal vier und drei Wickets gelangen.

### Aufstieg zur festen Größe im bangladeschischen Team
Zum Beginn der Saison 2022/23 erzielte er in den Twenty20s in den Vereinigten Arabischen Emiraten 3 Wickets für 17 Runs. Daraufhin war er Teil des Kaders für den ICC Men’s T20 World Cup 2022, bei dem er jedoch nicht herausragen konnte. Nach dem Turnier kam Indien nach Bangladesch, gegen den er ein Century über 100* Runs aus 83 Bällen im zweiten ODI erzielte und als Spieler des Spiels ausgezeichnet wurde. In der Test-Serie erreichte er in der Folge vier Wickets (4/112) im ersten und fünf Wickets (5/63) im zweiten Spiel. Im März erreichte er in der Twenty20-Serie gegen England 4 Wickets für 12 Runs und sicherte so den Seriensieg. In der darauf folgenden Test-Serie gegen Irland konnte er mit einem Fifty (55 Runs) als Batter herausstechen. Beim Asia Cup 2023 im September erreichte er ein Century über 112* Runs aus 119 Bällen gegen Afghanistan, wofür er als Spieler des Spiels ausgezeichnet wurde. Beim sich anschließenden Cricket World Cup 2023 erreichte er gegen Afghanistan neben drei Wickets (3/25) auch ein Fifty über 57 Runs. Auch gegen Pakistan erreichte er drei Wickets (3/60), doch verlief das Turnier für die Mannschaft enttäuschend. Nach dem Turnier folgte eine Test-Serie gegen Neuseeland, bei dem er im ersten Spiel ein Fifty über 50* Runs erreichte und im zweiten insgesamt sechs Wickets (3/53 & 3/52).

## Persönliches
Mehidy ist seit März 2019 verheiratet.